# Arvi Tuomi
Leo Robert Arvid "Arvi" Tuomi, född Bergström 13 mars 1893 i Helsingfors, död 13 januari 1951 i Helsingfors, var en finländsk skådespelare, teaterregissör och teaterchef.

## Biografi
Tuomi var son till disponenten Gustaf Bergström och Emma Tuominen. Han studerade vid Helsingfors klockare-organistskola och blev elev i Musikuniversitetets operaklass. Han verkade vid Evert Suonios sångteater 1917–1918 och vid folkteatern 1919–1924. Tuomi verkade vidare som chef för Björneborgs arbetarteater 1924–1925, som assisterande chef för Viborgs arbetarteater 1926–1931 samt vid Viborgs stadsteater 1931–1938. Han verkade som skådespelare och regissör vid Helsingfors folkteater 1938–1940 och ledde Helsingfors arbetarteater 1940–1951.
Åren 1929–1950 medverkade Tuomi i 46 filmer. Han var från 1918 gift med skådespelaren Santa Tuomi och far till skådespelarna Rauli och Liisa Tuomi. Han var också bror till skådespelarna Valto Tuomi och Emmi Jurkka.

## Filmografi
- Juhla meren rannalla, 1929
- Eteenpäin - elämään, 1939
- Kaksi Vihtoria, 1939
- Aktivister, 1939
- Herrat ovat herkkäuskoisia, 1939
- Rikas tyttö, 1939
- Det susar i nordanskog, 1939
- En mans väg, 1940
- Simo Hurtta, 1940
- Kersantilleko Emma nauroi?, 1940
- Var är min dotter?, 1940
- Poikani pääkonsuli, 1940
- Antreas ja syntinen Jolanda, 1941
- Viimeinen vieras, 1941 (Samt regisserade)
- Varaventtiili, 1942
- Avioliittoyhtiö, 1942
- Kuollut mies rakastuu, 1942
- Uuteen elämään, 1942
- August järjestää kaiken, 1942
- Hopeakihlajaiset, 1942
- Raudan kansaa, 1943
- Den onsynliga fienden, 1943
- Tuomari Martta, 1943
- Neiti Tuittupää, 1943
- Vita rosor, 1943
- Miehen kunnia, 1943
- Varuskunnan "pikku" morsian, 1943
- "Herra ja ylhäisyys, 1944
- Ballaadi, 1944
- Dynamitflickan, 1944
- Kartanon naiset, 1944
- Linnaisten Vihreä kamari, 1945
- Trettonde varslet, 1945
- Sot och guld, 1945
- En ole kreivitär, 1945
- Naimisiin päiväksi, 1946
- Menneisyyden varjo, 1946
- "Minä elän", 1946
- Gårdarnas folk, 1946
- Pimeänpirtin hävitys, 1947
- Hedelmätön puu, 1947
- Tåg norrut, 1947
- Genom dimman, 1948
- Kilroy sen teki, 1948
- Amor hoi", 1950
- Härmästä poikia kymmenen, 1950[3]